# 圣安唐岛
圣安唐岛（葡萄牙語：Santo Antão）是西非岛国佛得角北部向风群岛中的一座岛屿，是向风群岛中最大、最西边的岛屿，佛得角第二大岛屿，仅次于圣地亚哥岛。圣安唐岛北部有茂盛的松林，而南部则多为沙漠。人口约为5万。